# Carneisco
Carneisco, foi um filósofo epicurista e discípulo de Epicuro, que viveu c. 300 a.C.. É conhecido como o autor de um ensaio, fragmentos dos quais foram encontrados entre os remanescentes queimados na Vila dos Papiros em Herculano. O ensaio é intitulado Philistas e é um trabalho sobre amizade que lida com a morte de uma amiga. Filistas (ou Filista) era uma amiga de Carneisco e é apresentada como uma epicurista modelo. Fragmentos sobreviventes contém um uma polêmica direcionada contra Praxífanes na qual Carneisco contrasta a visão epicurista da amizade e prazer com a visão peripatética esboçada por Praxífanes.